# Joseph Altairac
Joseph Altairac, né le 25 mars 1957 à Pézenas et mort le 9 novembre 2020 à Paris, est un critique littéraire, essayiste et professeur de mathématiques français. Spécialiste de la littérature de science-fiction et secrétaire du prix Rosny aîné, ses articles et ouvrages sont consacrés notamment aux œuvres d'A. E. van Vogt, H. G. Wells et H. P. Lovecraft, aux fictions explorant le thème de la Terre creuse ainsi qu'à l'histoire de la science-fiction française.

## Biographie
Durant les années 1990, il publie le fanzine Études lovecraftiennes, équivalent français du fanzine américain Lovecraft Studies (en), ce qui le conduit à diriger la collection « Cahiers d'études lovecraftiennes » aux éditions Encrage,,.
En 2018 paraît Rétrofictions, encyclopédie de la conjecture romanesque rationnelle francophone, écrit avec Guy Costes. Cet ouvrage monumental de 2.458 pages doté d'un index « vertigineux » est salué comme une somme « magistrale » qui « s'impose comme une référence ». En 2019, Rétrofictions est couronné par un Grand prix de l'imaginaire dans la catégorie Prix spécial.
En 2019, il apparaît brièvement comme personnage dans Lune rouge, un album des aventures de Lefranc.
Joseph Altairac meurt le 9 novembre 2020 à son domicile parisien. Cette disparition suscite une vive émotion au sein du fandom. Sur France culture, l'émission Mauvais genres, dont il était collaborateur régulier, lui rend hommage le 21 novembre 2020 dans une émission qui lui est entièrement consacrée.
Du 7 au 31 décembre 2021, un an après sa mort, la médiathèque de Sèvres lui consacre une exposition intitulée « Oncle Joe, scribe de l'imaginaire, parcours visuel d'un savanturier, », qui présente ses travaux et une sélection de livres tirés de son importante bibliothèque. Le 11 décembre, en marge de cette exposition, plusieurs conférences lui sont consacrées.
Joseph Altairac reçoit à titre posthume le prix Cyrano 2023 lors de la convention nationale française de science-fiction d'Arenberg. Ce prix récompense chaque année une personnalité pour son travail sur la science fiction.

## Publications
- « Un mythe technologique : la légende du V7 », dans Scientifictions. La revue de l'imaginaire scientifique, Amiens, Encrage, coll. « Interface » (no 2), 1997, 254 p. (ISBN 2-906389-84-6), p. 29-134.
- Herbert George Wells : parcours d'une œuvre, Amiens, Encrage, coll. « Références » (no 7), 1998, 207 p. (ISBN 2-906389-88-9, présentation en ligne)Grand prix de l'Imaginaire 1999, catégorie essai[15].
- Alfred E. Van Vogt : parcours d'une œuvre, Amiens, Encrage, coll. « Références », 2000, 167 p. (ISBN 2-251-74104-6, présentation en ligne sur le site NooSFere).
- coécrit avec Guy Costes, Les Terres creuses : bibliographie commentée des mondes souterrains imaginaires  (postface Serge Lehman), Amiens / Paris, Encrage / Les Belles Lettres, coll. « Interface » (no 4), 2006, 799 p. (ISBN 978-2-251-74142-0 et 2-911576-71-3, présentation en ligne).
- coécrit avec Guy Costes, Rétrofictions, encyclopédie de la conjecture romanesque rationnelle francophone, de Rabelais à Barjavel, 1532-1951  (préf. Gérard Klein), t. 1 : lettres A à L, t. 2 : lettres M à Z, Amiens / Paris, Encrage / Les Belles Lettres, coll. « Interface » (no 5), 2018, 2458 p. (ISBN 978-2-251-44851-0, présentation en ligne)Grand prix de l'Imaginaire 2019 (prix spécial).